# سیارک ۱۰۵۴

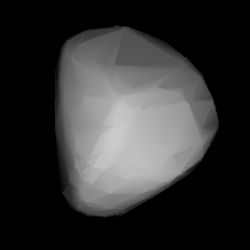
مدل سه‌بُعدی سیارک ۱۰۵۴ بر طبق منحنی نور آن

سیارک ۱۰۵۴ (به انگلیسی: 1054 Forsytia، نامگذاری:1925WD) هزار و پنجاه و چهارمین سیارک کشف شده‌است که در ۲۰ نوامبر ۱۹۲۵ و در هایدلبرگ کشف شد.
قدر مطلق سیارک برابر ۱۰٫۳۰ است.